# Garou (Benin)
Garou è un arrondissement del Benin situato nella città di Malanville (dipartimento di Alibori) con 19 315 abitanti (dato 2006).